# دومينغوس غوميز
دومينغوس غوميز (بالبرتغالية: Domingos Gomes‏) هو لاعب كرة قدم برازيلي في مركز الوسط، ولد في 19 يوليو 1978 في ساو باولو في البرازيل. لعب مع Toronto Lynx ‏.